# Castell de Casserres (Berguedà)
El Castell de Casserres fou un castell del qual queden només vestigis, inclòs com a Bé Cultural d'Interès Nacional, del municipi de Casserres (Berguedà). El nom de Casserres ve del llatí Castrum Serris, és a dir, "Castell de la Serra", per tant, sembla evident que hi havia d'haver un castell, tot i que actualment no existeix cap edifici que tingui aspecte de castell ni tan sols un mur que delati la seva existència. No obstant això, es tracta d'un castell molt citat a la documentació, fet que prova la seva importància en temps anteriors. A més, no hi havia hagut únicament un castell, sinó dos: un castrum inferiorem i un castrum superiorem. El primer estaria situat a la zona de Sant Pau, al penya-segat sobre la riera de Clarà (actualment sobre el pantà); i el segon es trobaria exactament a l'indret on avui s'alça l'edifici de l'Ajuntament.

## Descripció

### Castrum inferiorem
El lloc del seu emplaçament és conegut com el "Castellot" i es troba sobre la riera de Clarà, a la part sud del penya-segat on hi ha l'església de Sant Pau i a uns 100 metres d'aquesta, en una zona de bosc. L'indret també es coneix com a Serrat del castell o Serrat del moro.
Les restes conservades de la fortificació medieval s'adapten als accidents del terreny i es troben en dos nivells: el cim de l'assentament és un roc situat a l'extrem del penya-segat, sobre el qual hi ha el forat d'una sitja i dos panys de mur fets amb petits carreus ben escairats, mentre a la terrassa inferior la superfície ocupada és més gran i apareix delimitada per un mur de 10 metres de llarg, fet amb carreus grossos i ben escairats. També són visibles alguns forats de pal i murs enderrocats, probablement objecte d'espoli.

### Castrum superiorem
Aquest era pròpiament el Castrum Serris que trobem a la documentació. La seva ubicació era exactament on es troba l'actual edifici de l'Ajuntament. Estava aixecat directament damunt la roca natural. Per aquest motiu, durant la darrera reforma i ampliació de les dependències municipals i la col·locació de l'ascensor no es va detectar cap resta antiga del possible castell, ja que no hi ha possibilitat d'acumulació de sediments arqueològics. La part més antiga que es conserva és un arc apuntat de pedra, gòtic.

## Història
La primera referència documental d'un castell data de l'any 798, quan Lluís I el Pietós encarregà al comte Borrell, conquerir i organitzar la zona per tal d'establir-hi una línia de fortificació que tindria com a puntals Cardona, Casserres i Osona. Des d'aquesta data i fins al segle xiv es troben múltiples referències al castell de Casserres. Posteriorment, cal suposar que el castell es trobava en un avançat estat de degradació. Un document de l'any 1347 parla d'un castrum inferiorem i un castrum superiorem, és a dir, dos castells.